# Casimira Rodríguez
Casimira Rodríguez Romero (* 1966 in Mizque, Departamento Cochabamba) ist eine bolivianische Gewerkschafterin und Politikerin. Sie war von 2006 bis 2007 bolivianische Justizministerin.

## Leben
Mit 13 wurde Casimira aus ihrem kleinen Quechua-Dorf in die Stadt Cochabamba gebracht und musste fast zwei Jahrzehnte lang unbezahlte Hausarbeit leisten. Später war sie entscheidend am Aufbau der Gewerkschaft Federación Nacional de Trabajadoras del Hogar (Nationale Föderation der Hausangestellten Boliviens, FENATRAHOB) beteiligt, deren erste Vorsitzende sie war und welche 2003 ein Gesetz zur Verbesserung der Situation der Hausangestellten durchsetzen konnte. Daneben wurde sie 2001 zur Generalsekretärin der Vereinigung der Hausangestellten in Lateinamerika und der Karibik, welche 14 Gewerkschaften umfasst, gewählt. Daneben besuchte sie ein Abendgymnasium und nahm ein durch ihre Berufung in die Regierung unterbrochenes Studium der Anthropologie an der Universidad Católica Boliviana auf.
Casimira Rodríguez gehört der evangelischen methodistischen Kirche Boliviens sowie der Partei Movimiento al Socialismo (MAS) von Evo Morales an. Als junge Frau beteiligte sie sich an der Arbeit der Christlichen Friedenskonferenz, an deren VI. Allchristlichen Friedensversammlung sie 1985 in Prag teilnahm. Im Februar 2006 wurde sie als erste Quechua-Frau Ministerin in Bolivien. Aufgrund von laufenden Anfeindungen und Diskriminierungen seitens des Justizapparates stellte sie im Januar 2007 ihr Amt zur Verfügung.
Mit Stand 2016 war sie Sozialministerin im Departamento Cochabamba. Ihre Autobiographie heißt „Camila“.

## Ehrungen
Casimira Rodríguez wurde 2003 mit dem Methodistischen Friedenspreis ausgezeichnet.